# Luigi Grassi (politico 1891)
Luigi Grassi (Milano, 8 dicembre 1891 – 29 maggio 1970) è stato un politico italiano.